# Ignacy Rudnicki
Ignacy Rudnicki herbu Strzemię – pisarz ziemski stężycki w latach 1783–1793, wojski mniejszy stężycki w 1783 roku.
Był komisarzem Sejmu Czteroletniego z ziemi stężyckiej województwa sandomierskiego do szacowania intrat dóbr ziemskich w 1789 roku.